# Хорхе Даніель Бенітес
Хорхе Даніель Бенітес (ісп. Jorge Daniel Benítez, нар. 2 вересня 1992) — парагвайський футболіст, нападник клубу «Крус Асуль» та національної збірної Парагваю.

## Клубна кар'єра
Хорхе Бенітес робив свої перші кроки у футболі в академії «Гуарані», куди прийшов в ранньому віці. 2010 року був переведений в першу команду, і незабаром після цього, 30 травня, здійснив свій офіційний дебют в чемпіонаті країни, коли вийшов на заміну на 68-й хвилині домашньої гри з «Олімпією» (1:2), замінивши тезку і партнера по команді Хуліана Бенітеса.
Хорхе перебував в першій команді «Гуарані» до кінця 2012 року, проте виходив на поле вкрай рідко — 15 матчів за три роки. Під час трансферного вікна в січні 2013 року штаб «Гуарані» вирішив віддати гравця в оренду для отримання досвіду. В кінцевому підсумку новим клубом форварда став «Рубіо Нью», де він і провів наступні шість місяців. За цей час Бенітес зіграв 16 матчів і забив 2 голи.
Після закінчення терміну оренди Бенітес повернувся в «Гуарані» і швидко став основним гравцем команди. А у сезоні Апертури 2014 року він, будучи основним центральним нападником команди, забив 17 голів в 21 матчі в чемпіонаті і допоміг команді зайняти друге місце.
До складу клубу «Олімпіакос» приєднався 18 серпня 2014 року за 3,4 млн євро. Відтоді встиг відіграти за клуб з Пірея 9 матчів в національному чемпіонаті.

## Виступи за збірну
1 червня 2014 року дебютував в офіційних матчах у складі національної збірної Парагваю в товариській грі проти збірної Франції (1:1), вийшовши на заміну на 65-й хвилині замість Роке Санта-Круса. Наразі провів у формі головної команди країни 11 матчів, забив 1 гол.
| Дата       | Місто  | Господарі | Результат | Гості    | Турнір           | Голи | Примітки |
| ---------- | ------ | --------- | --------- | -------- | ---------------- | ---- | -------- |
| 01-06-2014 | Ніцца  | Франція   | 1 – 1     | Парагвай | товариський матч | -    | 65' 87'  |
| 07-09-2014 | Філлах | Парагвай  | 0 – 0     | ОАЕ      | товариський матч | -    | 68'      |
| Усього     |        | Матчів    | 2         |          | Голів            | 0    |          |

## Досягнення
- Чемпіон Парагваю: 2010 (Апертура)